# Перебудова (селище)
Перебудо́ва — селище Комарської сільської громади Волноваського району Донецької області, Україна.

## Загальні відомості
Розташоване на лівому березі р. Мокрі Яли. Відстань до Великої Новосілки становить близько 25 км і проходить автошляхом місцевого значення.

## Населення
За даними перепису 2001 року населення селища становило 164 особи, з них 23,78 % зазначили рідною мову українську та 75,61 % — російську.